# Battista Guidotti
Pour les articles homonymes, voir Guidotti.
Giovanni Battista Guidotti (dit Battista, Gianbattista ou Giovanbattista Guidotti), né à Bellagio en Lombardie le 30 janvier 1902 et mort au même endroit le 2 juillet 1994 est un pilote automobile et manager d'écurie automobile italien. Il a notamment remporté les Mille Miglia 1930 avec Tazio Nuvolari.

## Carrière
Battista Guidotti connaît une très longue carrière chez Alfa Romeo. Engagé en 1926, il commence en tant que mécanicien. Aux côtés de Tazio Nuvolari il remporte les Mille Miglia 1930. Il devient ensuite le premier testeur pour les voitures.
Après la Seconde Guerre mondiale, il devient manager de l'écurie en course et participe à quelques courses dont le Grand Prix de Belgique 1947 où il termine troisième sur une Alfa Romeo 158. 
Occasionnellement engagé comme suppléant de Luigi Fagioli au Grand Prix de Grande-Bretagne 1950 et de Consalvo Sanesi au Grand Prix de Suisse 1951, il prend sa retraite en 1963.
En Sport, il est notamment deuxième des 24 Heures du Mans 1932 sur Alfa Romeo 8C 2300 LM, troisième du Tour de Sicile 1930 et quatrième des Mille Miglia 1928.

## Résultats aux 24 heures du Mans
| Année | Châssis              | Écurie                | Coéquipier     | Résultat |
| ----- | -------------------- | --------------------- | -------------- | -------- |
| 1932  | Alfa Romeo 8C        | Automobili Alfa Romeo | Franco Cortese | 2e       |
| 1937  | Alfa Romeo 8C 2900 A | R. Sommer             | Raymond Sommer | Abandon  |